# 狭叶羽扇豆

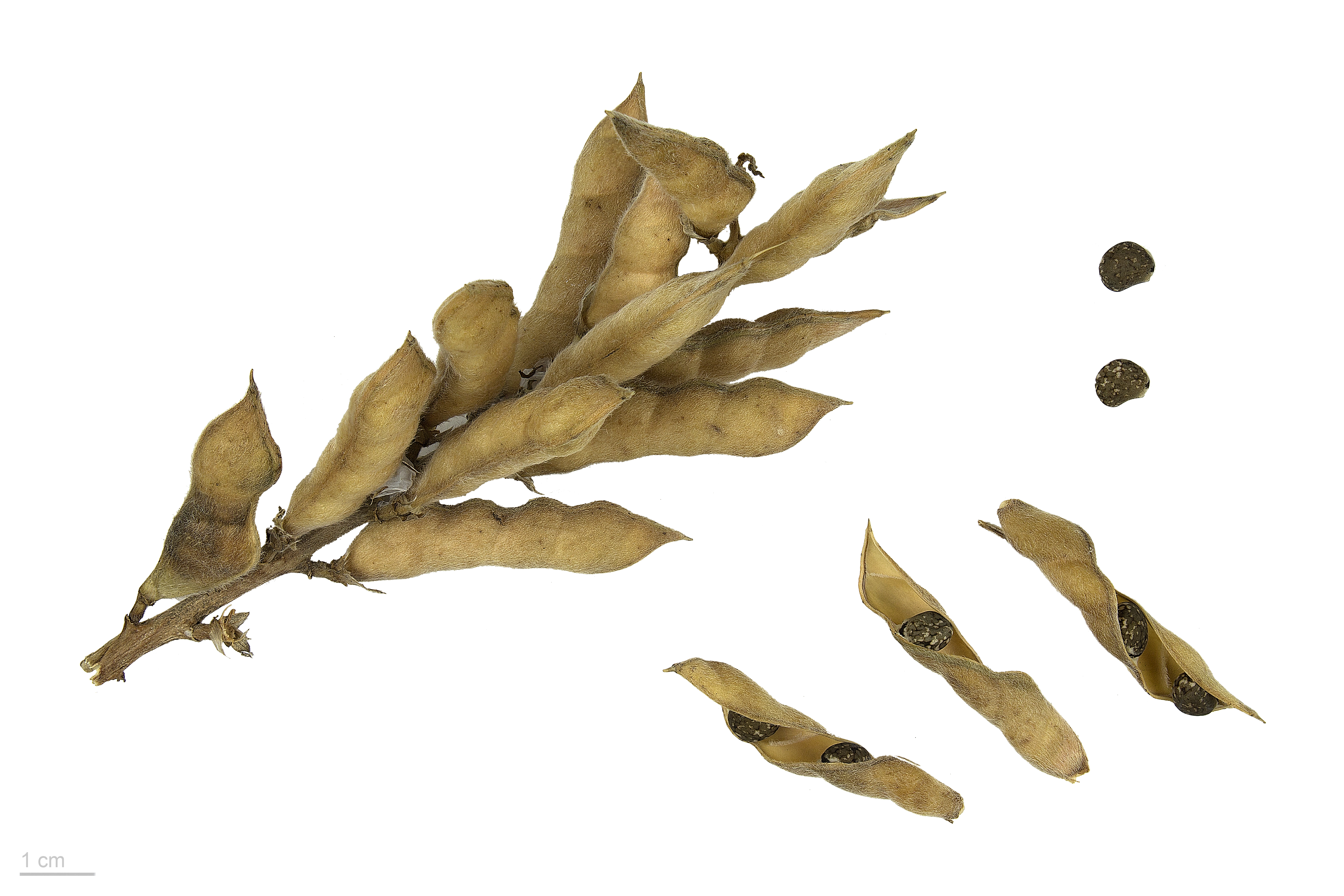
Lupinus angustifolius”

狭叶羽扇豆（学名：Lupinus angustifolius）为豆科羽扇豆属下的一个种。

## 扩展阅读
- 維基物種上的相關：狭叶羽扇豆